# Vittjärnen (Torps socken, Medelpad)
Vittjärnen är en sjö i Ånge kommun i Medelpad och ingår i Ljungans huvudavrinningsområde. Sjön har en area på 0,0386 kvadratkilometer och ligger 408,1 meter över havet.

## Delavrinningsområde
Vittjärnen ingår i det delavrinningsområde (691030-152049) som SMHI kallar för Namn saknas. Medelhöjden är 431 meter över havet och ytan är 10,63 kvadratkilometer. Det finns ett avrinningsområde uppströms, och räknas det in blir den ackumulerade arean 15,67 kvadratkilometer. Roggån som avvattnar avrinningsområdet har biflödesordning 2, vilket innebär att vattnet flödar genom totalt 2 vattendrag innan det når havet efter 103 kilometer. Avrinningsområdet består mestadels av skog (81 procent) och sankmarker (14 procent). Avrinningsområdet har 0,16 kvadratkilometer vattenytor vilket ger det en sjöprocent på 1,5 procent.